# Wapen van Albanië
Het wapen van Albanië (Albanees: Stema e Republikës së Shqipërisë) werd in 1998 aangenomen. Het land voegde in dat jaar de geitenhoorns van de Albanese volksheld Skanderbeg toe boven de zwarte adelaar. In 2002 werd het donkerrode veld vervangen voor een lichtrood veld, dit gold destijds ook voor de vlag van Albanië
Het wapen van Albanië is identiek aan de nationale vlag van het land. Bijwerking ten opzichte van de nationale vlag is de goudkleurige gekroonde helm met geitenhoorns van de Albanese volksheld Skanderbeg boven de zwarte adelaar en de goudgele accenten rond het wapen.

## Betekenis
De adelaar werd gedurende de middeleeuwen door verschillende Albanese adellijke families gebruikt als wapen. Het volledig rode veld staat voor moed, kracht en bloed dat is vergoten voor de Albanese etniciteit. De zwarte adelaar verwijst naar de betekenis van het land in eigen taal Shqipëria, wat in het Albanees 'land van de adelaar' betekent. De kleurencombinatie verwijst tevens naar het Huis Kastrioti.

## Historische wapens

Wapen van de Liga van Lezhë (1444-1479)
Wapen van  Onafhankelijk Albanië (1912-1914)
Wapen van het Vorstendom Albanië (1914-1925)
Wapen van de Albanese Republiek (1925-1928)
Wapen van het Koninkrijk Albanië (1928-1939)
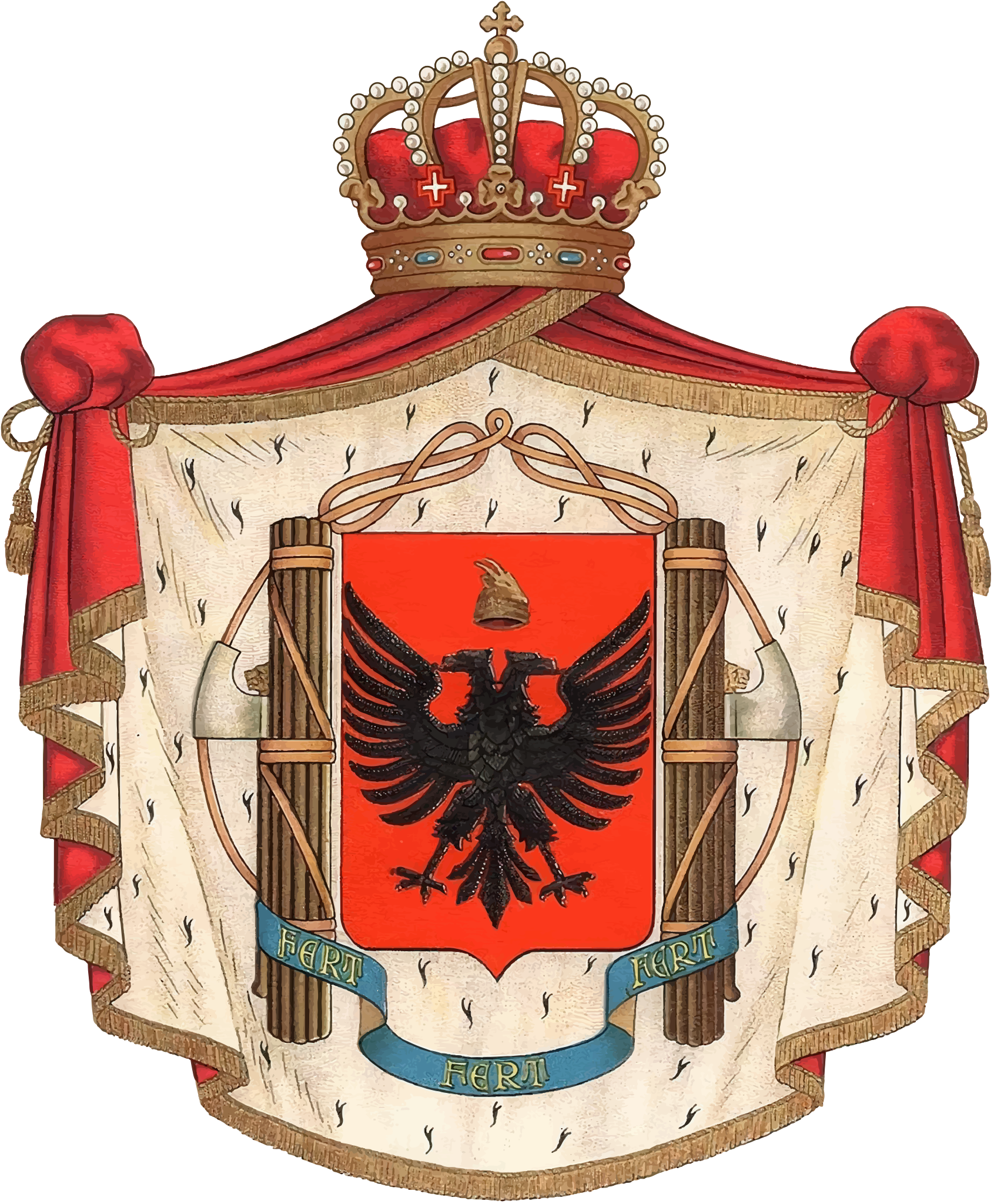
Wapen van het Italiaanse protectoraat van Albanië (1939-1943)
Wapen van het Duitste protectoraat van Albanië (1943-1944)
Wapen van het communistische Albanië (1946-1991)
Wapen van de Republiek Albanië (1991-1998)
Wapen van de Republiek Albanië (1998-2002)
Wapen van de Republiek Albanië (2002-heden)